# 棋魂 (網絡劇)
《棋魂》是一部中国大陆网络剧，由刘畅执导，胡先煦、张超领衔主演，郝富申、赵浩闳、韩沐伯、翟冠华、孙灿、吴芊盈、纪李、蒋宜儒主演。该剧改编自堀田由美和小畑健創作的同名漫畫。於2020年10月27日在爱奇艺上線。

## 剧情簡介
1997年，9岁的主人公时光（卢思宇 飾）在爷爷家的杂物间发现了一个古棋盘，意外地唤醒了在棋盘中沉睡的南梁围棋第一人褚嬴（张超 飾）。时光答应帮助褚嬴完成夙愿，探寻围棋中的“神之一手”。他们在围棋会馆偶然遇见了天才少年俞亮（方东海 飾），俞亮被褚嬴以压倒性的实力击败，内心受到强烈的冲击，视时光为劲敌。在褚嬴的帮助下，时光轻松赢得了各大比赛的冠军，但也随之对围棋比赛和神之一手产生了困惑，不愿再下棋，褚嬴也从此消失。6年后，已是初三学生的时光（胡先煦 飾）为了帮助鄰居兼好友吴迪（蒋宜儒 飾）而接受了一场围棋挑战，下棋陷入困境时，再度听到了褚嬴的声音。时光在褚嬴以及中学围棋社的伙伴的帮助下，向着职业围棋的道路开始了进发。

## 登场人物

### 主要角色
| 劇中角色 | 對應原作角色 | 演员                    | 介绍 |
| 时光     | 进藤光       | 胡先煦 （童年：卢思宇） | 男主角，小学三年级时通过古棋盤与褚嬴相遇，並得其指導，成为职业棋手，被俞亮视为终生对手，亦敵亦友，最终成为搭挡，有着过人天赋，进步神速，並在褚嬴跟俞晓阳对局中看出更高一着（正是所謂的「神之一手」) |
| 褚嬴     | 藤原佐为     | 张超                    | 古國南梁第一棋手，蒙冤跳海自尽。在清朝与白子虬相遇，白子虬病死后继续留在棋盘上等候。在1997年与童年时光相遇，並幫助和指導他。具千年對奕棋力，当世天下無敵。因为「格澤曜日」而來，並在最后明白上天让他活上千年是因为时光，在时光领悟何謂神之一手后，「格澤曜日」再次襲來，亦因此消失。在最後，將手中扇子交給时光，喻意承繼其衣缽。 |
| 俞亮     | 塔矢亮       | 郝富申 （童年：方东海） | 俞晓暘之子，當代天才棋手，後成為职业三段。视时光为对手，与时光亦敵亦友。自小下棋，棋力深厚，最后与时光成为國棋賽雙人搭挡，至韓國參賽。（雖是三段，但实力已达九段境界）。 |

### 方圆市十三中围棋社
| 劇中角色 | 對應原作角色 | 演员                    | 介绍 |
| 江雪明   | 藤崎明       | 吴芊盈 （童年：曹博轩） | 时光的好朋友，与时光青梅竹马，有深厚感情，並喜歡时光。                                                                   |
| 吴迪     | 筒井公宏     | 蒋宜儒                  | 方圆市十三中围棋社创办人兼社长，时光鄰居、好友，十分熱愛围棋，奉褚嬴为偶像(当时褚赢在网上下棋)                           |
| 何嘉嘉   | 加贺铁男     | 付伟伦                  | 方圆市十三中象棋社社长，很在乎围棋社。围棋实力很强，但小时候一直无法胜过俞亮，于是放弃围棋改下象棋。毕业后成为了理发师。 |
|          | 三谷祐辉     | 纪李                    | 方圆市十三中围棋社社员之一。早期经常靠作弊赢錢，后被时光感化，成为好友，並加入围棋社，实力不俗。                         |

### 弈江湖道场
| 劇中角色 | 對應原作角色 | 演员   | 介绍 |
| 洪河     | 和谷义高     | 赵浩闳 | 弈江湖道场學员，时光好友，为人仗义，喜欢下快棋，后得兰因寺伙头僧指点，又后拜「東林」林厉为师，成功定上段，最後因家事放棄圍棋。             |
| 沈一朗   | 伊角慎一郎   | 孙灿   | 弈江湖道场學员，在圍棋訓練營時已結識時光。棋艺不俗，本和白潇潇交往後分手。定段失败后作为交换生前往日本棋院。回国后成功定段並與白潇潇復合。 |
| 白潇潇   | 奈濑明日美   | 翟冠华 | 弈江湖道场學员，在圍棋訓練營時已結識時光。本和沈一朗交往後分手，定段失败后决定放弃围棋，在沈一朗成功定段後復合。                           |
| 岳智     | 越智康介     | 邵如一 | 弈江湖道場學员，棋力為全班第一，为人自负，爺爺是道場股東，成功定上段。                                                                     |
| 張福贵   | 福井雄太     | 张珂源 | 弈江湖道场學员，16岁，外号阿福，来自西北乡村，为了所有人的期望而努力学棋，对自己很严格，棋风属于慢的那种。                                 |
| 朱大勇   |              | 赵虎   | 弈江湖道場教師，人稱「大老師」，班衡好友兼搭挡，好酒，实力超群，但不想当职业，外表凶惡，但內心卻非常关心学生。                             |
| 班衡     | 篠田         | 陳玺旭 | 弈江湖道場教師，人稱「扳老師」，朱大勇知心好友兼搭挡，待人友善。                                                                           |
| 許厚     | 倉田厚       | 郭枫   | 曾是弈江湖道場學员，职业五段，棋艺高超。                                                                                                   |

### 其他角色
| 劇中角色   | 對應原作角色 | 演员   | 介绍 |
| 方绪       | 绪方精次     | 韩沐伯 | 俞晓暘的徒弟。围达围棋网创办人。最年輕職業九段。棋风犀利，一直想用实力証明自己。棋力可在四大高手之級數。最終于俞晓阳退役一战中战勝师父而獲得認同。                                                                                             |
| 白川       | 白川道夫     | 方文強 | 少年宮圍棋老師，與師弟方绪一起共同經營围达围棋网，職業五段，实力不俗。時光的启蒙老師之一，一直欣賞他的圍棋天賦，不追求名利一心只想培育更多人才。                                                                                               |
| 俞晓暘     | 塔矢行洋     | 江柏萱 | 俞亮之父，中国围棋界第一人，职业九段。当世四大高手「南俞北桑，東林西趙」中的「南俞」，亦是四人中最強，「名人」十三連霸，擁有多项世界围棋赛冠軍，棋力极为深厚，几乎无敵于天下。但后败於禇嬴而退役。一心追求「神之一手」並想能跟褚嬴再次对弈。   |
| 桑原       | 桑原仁       | 宁晓志 | 四大高手中的「北桑」，在四人中排第二，职业九段，棋力深不可测，以慢见稱，「棋圣」头衔保持者，三屆白龙杯擁有者，有「终身棋圣」之稱。直觉灵敏，初遇时光便感受到了其身上不同寻常的气息。曾指導「西趙」趙冰封贏过俞晓暘一局。实力与俞晓暘不相伯仲。 |
| 林厉       | 森下茂男     | 啜二勇 | 四大高手中的「東林」，四人中排第三，职业九段，「国手」五連霸，棋力高深，住在农庄，爱盤玩手串，洪河之師父，有一女兒。 |
| 趙冰封     | 座间         | 李威   | 四大高手中的「西趙」四人中排第四，职业九段，「天元」头銜保持者。为人嚣张，王翀之師父。曾在「北桑」桑原指点下贏过俞晓暘一局。 |
| 王翀       | 眞柴充       | 王超   | 幽隱道場成员，「西赵」赵冰封徒弟，棋力一般，人品极差，因好运定上段，整天嘲諷沈一朗，曾在定段賽上用手段讓沈一朗定段失敗。 |
| 龙彥       | 門脇龍彥     | 姜震昊 | 油漆工，擁有非常優秀的棋力，曾踢了四十多间道館（初為妒忌後為羨慕因年纪已过报考职业而永遠无法当上职业），在围达网上赢过方緒(方绪在這裡只輸过三盤)，在與時光對局（實為褚嬴）後終於釋懷。                                                         |
| 时光的媽媽 | 進藤美津子   | 陳寧   | 時光的媽媽，单亲，辛苦把孩子拉扯长大，原先希望他好好讀書，因為看見了時光他的堅持，便也支持时光下围棋。 |
| 时光的爺爺 | 進藤平八     | 王唏   | 围棋高手，擁有多个老年围棋比賽冠軍，写得一手好书法。曾赐一墨宝予洪河。 |
| 掃地僧     |              | 刘牧梅 | 兰因寺高僧，盲棋能人，訓練沈一朗专注力。 |
| 伙头僧     |              | 謝宇揚 | 兰因寺高僧，愛下慢棋，指導洪河应对慢棋。 |
| 懒师父     |              | 劉暢   | 兰因寺高僧，寺中最強之人，棋力異常高深，功力不在四大高手之下，早期常与俞晓暘下棋，指点时光下二十一路棋；高深莫测，能看見褚嬴，並知其內裡一切祕密，看透世事。                                                                                   |
| 李春樹     | 村上信一     |        | 二段職業棋士，曾在幼師賽中贏過時光，後來手合戰中敗給了時光。 |

## 電視劇歌曲
| 曲序 | 曲目                     |              | 作曲                     | 演唱   |
| ---- | ------------------------ | ------------ | ------------------------ | ------ |
| 1.   | 《我们的冒险》（主题曲） | Keiji、刘畅  | Keiji、朝三、Sammy、宪一 | 曹寅   |
| 2.   | 《重生》（熱血主題曲）   | 張暢、王搏   | 園田芳雄                 | 耿斯漢 |
| 3.   | 《星辰之下》（插曲）     | 林乔、刘恩汛 | 李缤                     | 韩沐伯 |
| 4.   | 《永远的明天》（插曲）   | 查查         | 查查、Ｎｕ               | 刘心   |
| 5.   | 《赤诚》（配乐）         | 纯音乐       | 高小阳、李缤、高天祥     | 纯音乐 |
| 6.   | 《暗夜明燈》（配乐）     | 纯音乐       | 高小阳、李缤、高天祥     | 纯音乐 |
| 7.   | 《公子褚嬴》（配乐）     | 纯音乐       | 高小阳、李缤、高天祥     | 纯音乐 |
| 8.   | 《護佑》（配乐）         | 纯音乐       | 高小阳、李缤、高天祥     | 纯音乐 |
| 9.   | 《陪伴和溫暖》（配乐）   | 纯音乐       | 高小阳、李缤、高天祥     | 纯音乐 |
| 10.  | 《棋盤》（配乐）         | 纯音乐       | 高小阳、李缤、高天祥     | 纯音乐 |

## 製作

### 背景
導演劉暢最早看到這個故事，就覺得非常適合改編。因為它和傳統印像中的日漫不太一樣，其背景和敘事方式都較為現實主義，故事也真誠和動人。此外，劉暢認為圍棋在大家心目中的標籤還有一些正向、可發掘的地方，比如圍棋代表一種神秘的感覺，某種程度上是高智商的象徵，以及圍棋也有傳統文化的韻味。
為了拍好這部聚焦圍棋競技的劇集，創作團隊聘請了世界圍棋混雙冠軍范蔚菁作為顧問，從劇本創作階段就開始參與進來。最終，劇集中出現的每一盤棋局，都經由專業人士指導，有據可依。除此之外，導演劉暢和主演們都在拍攝前特地學習如何下圍棋，掌握圍棋的基礎知識，體察棋手的生活和工作狀態，了解圍棋人生。

### 宣傳
2020年10月21日，製作公司發布預告片。10月23日，宣佈於10月27日愛奇藝獨家上線。